# Piovera
Piovera foi uma comuna italiana da região do Piemonte, província de Alexandria, com cerca de 736 habitantes. Em 2018 uniu-se com a comuna limítrofe de Alluvioni Cambiò criando uma nova comuna chamada de Alluvioni Piovera.

## Geografia
Estendia-se por uma área de 15 km², e tinha uma densidade populacional de 49 hab/km². Fazia fronteira com Alessandria, Alluvioni Cambiò, Montecastello, Rivarone, Sale.

## Demografia
| Variação demográfica do município entre 1861 e 2011                               |
|                                                                                   |
| Fonte: Istituto Nazionale di Statistica (ISTAT) - Elaboração gráfica da Wikipedia |